# Ring Fit Adventure
Ring Fit Adventure é um RPG eletrônico de exercício desenvolvido e publicado pela Nintendo para o Nintendo Switch. O jogo vem com dois componentes físicos: o Ring-Con, um anel de Pilates que o usuário segura e com um encaixe para um Joy-Con, e um Leg Strap, uma alça que é afixada à perna de usuário e comporta o outro Joy-Con.
No modo principal de jogo, o jogador joga um RPG baseado em turnos, onde seus movimentos e as ações da batalha são baseadas na execução de determinadas atividades físicas usando o Ring-Con e o Leg Strap, com os controles de movimento dentro do Joy-Con sentindo os movimentos do jogador, e um sensor de tensão no Ring-Con detectando a torção do acessório. Outros modos incluem rotinas guiadas de treinos em geral e jogos de festa. Essas atividades são baseadas em exercícios físicos comuns, tornando o jogo parte da linha de "qualidade de vida" da Nintendo junto com outros jogos da empresa, como Wii Fit. O jogo foi lançado mundialmente em 18 de outubro de 2019 e recebeu críticas majoritariamente positivas de críticos. Até março de 2021, o jogo já tinha vendido 10,11 milhões de cópias mundialmente, tornando-o um dos jogos mais vendidos do console.
A demanda pelo jogo aumentou dramaticamente durante 2020, em grande parte devido à pandemia de COVID-19 e consequentes fechamentos de academias e outros locais de exercício, levando a escassez do produto em muitos países. Isso levou, por exemplo, a revendedores nos Estados Unidos venderem o jogo, que é normalmente vendido por $80, por mais de $300.

## Jogabilidade
Ring Fit Adventure é vendido com o Ring-Con e o Leg Strap, que têm compartimentos para os Joy-Con do Nintendo Switch. Esses acessórios são obrigatórios para jogar o jogo, já que as interações do jogador com eles são seguidas pelos controles de movimento internos dos Joy-Con.
O modo principal do jogo é um RPG, onde o jogador controla um jovem atleta que encontra um anel de Pilates consciente, e eles se juntam para derrotar um malvado dragão fisiculturista chamado Dragaux. O jogador move seu personagem pelo mundo do jogo até várias fases, onde encontra mostros para lutar. O movimento no jogo é similar ao de um rail shooter; o jogador se move por um caminho fixo ao correr no lugar, pula sobre obstáculos pressionando e soltando o Ring-Con, e pode atirar projéteis a itens pressionando o Ring-Con na direção do alvo. Quando o jogador encontra monstros, o jogo utiliza combate baseado em turnos como em muitos RPGs eletrônicos. O jogador ataca os inimigos realizando um de cerca de trinta exercícios, com a quantidade de dano dada baseada na efetividade da execução do exercício. Quando os monstros atacam, o jogador pode defender pressionando e segurando o Ring-Con contra seu abdômen pelo tempo que conseguir durante o ataque. Derrotar monstros garante ao jogador pontos de experiência e, à medida que sobe de nível, ele pode desbloquear novos exercícios com danos mais potentes. Cada exercício é classificado com uma cor, cada cor correspondendo a uma parte do corpo que o exercício treina: vermelho para braços, azul para pernas, amarelo para músculos centrais e verde para posições de yoga. Monstros também são marcados com cores, indicando os exercícios mais efetivos contra eles, mas só apenas essa habilidade específica ser desbloqueada no início do jogo.
Além do modo aventura, o jogo inclui um modo de rotinas guiadas de treinos que permitem que o jogador relize os exercícios, assistido pelo jogo, mas sem os elementos de jogabilidade do modo principal. O jogo também possui diversos minijogos baseados em certos exercícios, que podem ser jogados por um jogador para desafio próprio ou entre vários jogadores, um por vez tentando derrotar os outros. Uma atualização no fim de março de 2020 também adicionou um "Modo Ritmo", permitindo que o jogador se mova no ritmo de uma das faixas da trilha sonora do jogo. Esse modo também inclui canções de outros jogos da Nintendo como Super Mario Odyssey, The Legend of Zelda: Breath of the Wild, Splatoon 2 e Wii Fit.
O jogo inclui a opção de habilitar apenas exercícios silenciosos para evitar perturbar pessoas próximas. Por exemplo, no modo silencioso, correr no lugar é substituído por realizar agachamentos.

## Desenvolvimento
O jogo foi mencionado pela primeira vez no início de setembro de 2019, com um vídeo mostrando pessoas usando o Ring-Con e o Leg Strap, mas sem mostrar o jogo, com um anúncio completo uma semana depois.
Muitos jornalistas observaram que o jogo se encaixa no programa de "qualidade de vida" da Nintendo, tendo como objetivo incluir mais atividade física a videogames, que foi iniciado por Satoru Iwata com o Nintendo Wii, particularmente com o jogo Wii Fit. Parte do design do Nintendo Switch foi inspirado em pedidos de jogadores de Wii Fit, que queriam controles mais pequenos para que pudessem ser amarrados ao corpo e utilizados de formas diferentes.
Ring Fit Adventure foi lançado na América do Norte, Europa, Japão, Austrália e Nova Zelândia em 18 de outubro de 2019, e na China continental em 3 de setembro de 2020. O jogo, vendido com o Ring-Con e o Leg Strap, é ligeiramente mais caro que um jogo normal.
Em 26 de março de 2020, uma atualização gratuita foi lançada, adicionando um modo de jogo de ritmo.

## Recepção
Ring Fit Adventure recebeu críticas "majoritariamente favoráveis" de acordo com o agregador de críticas Metacritic, com uma nota de 83/100. Também foi avaliado em 7,8/10 pela IGN. Muitos críticos concordam que, apesar de Ring Fit Adventure não ser criado para treinar força, ele é um exercício efetivo para manter a forma. Os elementos de RPG do jogo são simples, o que permite que jogadores casuais o joguem com facilidade, mas que pode ser decepcionando para fãs de RPGs que gostariam de um desafio mais estratégico.

### Vendas
Em sua primeira semana no mercado, Ring Fit Adventure foi o jogo mais vendido no Japão e na Coreia do Sul e 3º jogo mais vendido no Reino Unido. No Japão, 68.497 cópias foram vendidas na primeira semana, o colocando em primeiro lugar na tabela de jogos mais vendidos em qualquer formato. Até dezembro de 2019, o jogo havia vendido 2,73 milhões de unidades mundialmente.
Devido à pandemia de COVID-19, a demanda pelo jogo cresceu significativamente, levando à escassez do produto em alguns países.
Em 18 de junho de 2020, foi confirmado que Ring Fit Adventure tinha vendido mais de um milhão de cópias no Japão, chegando a um total de 1.006.069 unidades na região.
Desde o lançamento até setembro de 2020, o jogo havia vendido 5,84 milhões de cópias mundialmente. Até 31 de março de 2021, este número havia aumentado para 10,11 milhões.

### Prêmios
O jogo foi nomeado na categoria de "Melhor Jogo de Família" no The Game Awards 2019, na categoria de "Jogo de Família do Ano" na 23ª edição anual dos D.I.C.E. Awards e na categoria "Jogos Além do Entretenimento" na 16ª edição do British Academy Games Awards.